# Antonín Dvořák
Antonín Leopold Dvořák (8 tháng 9 năm 1841 – 1 tháng 5 năm 1904) là một trong những nhà soạn nhạc quan trọng nhất của tất cả các thời kỳ và một trong những nhà soạn nhạc Séc nổi tiếng và hay được chơi nhất thế giới nói chung.
Những tác phẩm giao hưởng của ông thuộc vào đỉnh cao của nhân loại và thường có mặt trong những buổi biểu diễn nhạc giao hưởng. Sức mạnh khả năng sáng tác âm nhạc của ông đến nay chinh phục cả những nhà nghiên cứu lẫn những người nghiệp dư, và nó còn mang đến hơi thở cho những nhà soạn nhạc đương thời (có một câu nói của Brahm: Những chủ đề của Dvořák cho những ý tưởng phụ hoàn toàn đủ cho cả những ý tưởng chính của tôi).
Ông nổi tiếng với các tác phẩm giao hưởng và các bản nhạc nhạc khí âm và những bản nhạc thính phòng, opera. Ông là một đại diện của dòng nhạc cổ điển lãng mạn của thế giới.

## Cuộc đời và tác phẩm

### Tuổi thơ

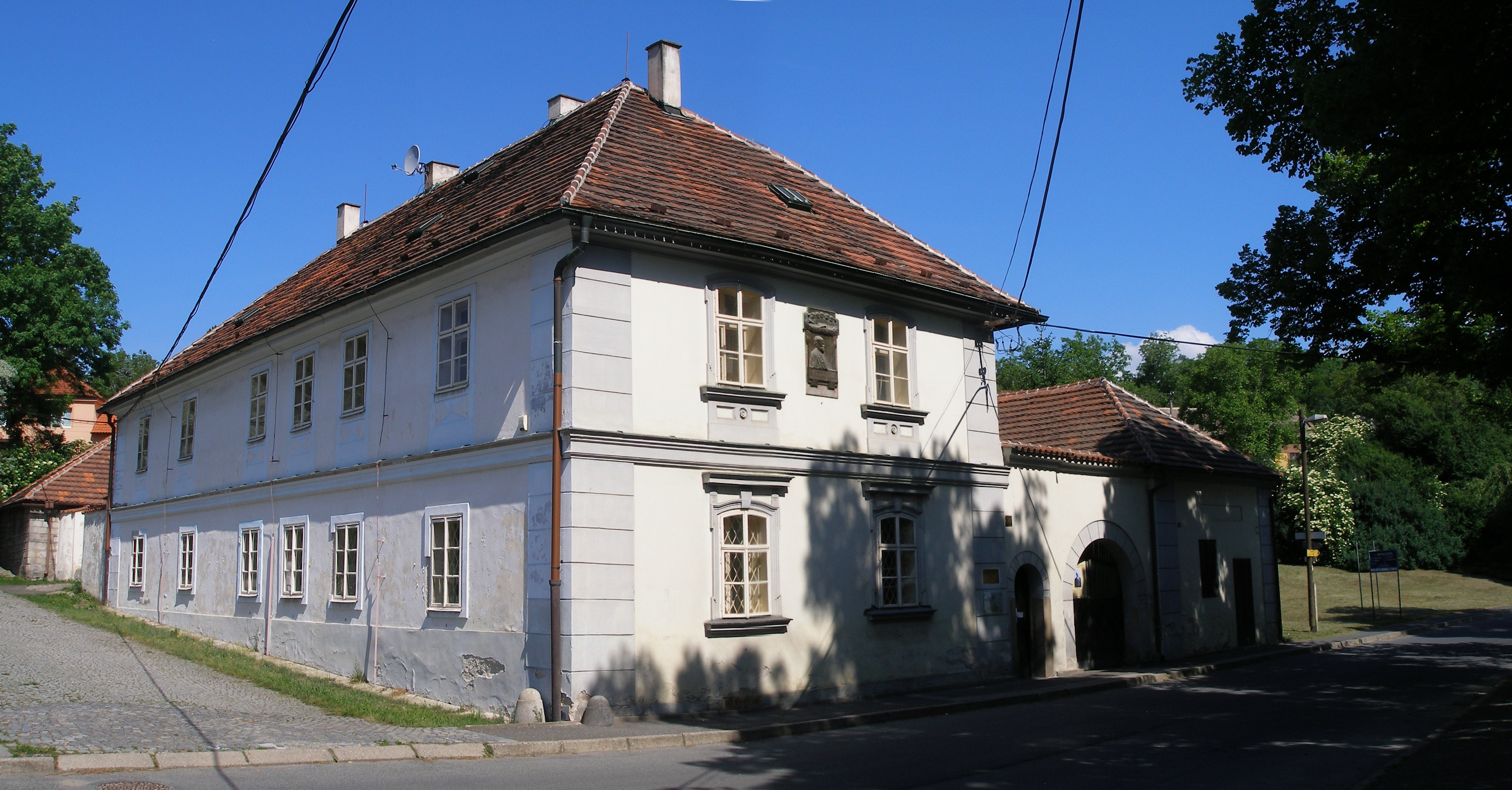
Nhà ở của gia đình tại Nelahozeves

Sinh ra và lớn lên tại Nelahozevsi gần Kralup nad Vltavou và Veltrus không xa cách Praha (theo hướng bắc). Bố là František là người bán thịt. Trong những năm 1853-1856 ông sống tại Zlonice, dưới sự đảm nhiệm của một thầy giáo và là người chơi đại thụ cầm địa phương Antonín Liehmann, người mà sau đã phát hiện ra tài năng âm nhạc của ông.
Ở tuổi 16 Dvořák được đến Praha học trương chơi đại thụ cầm. Đồng thời chơi Viola trong giàn nhạc giao hưởng của nhà hát tạm thời dưới sự dẫn dắt của Bedřich Smetana.

### Trưởng thành
Ông bắt đầu con đường soạn nhạc rất sớm. Vợ ông đã gửi những bản nhạc đến những nhà soạn nhạc lãng mạn có tiếng bấy giờ là Johannes Brahms, người mà sau này đã giới thiệu ông như là một nhà soạn nhạc với nhà xuất bản Berlin Simrock. Năm 1878 ông viết một tập các bản điệu nhảy Sloven, và nhờ có những nhà phê bình xuất sắc, ông ngay lập tức nổi tiếng trên khắp thế giới. Ông tỏ ra là một nhạc trưởng thành công trong các bản nhạc của mình. Năm 1844 ông được mời đến Luân đôn và chỉ huy bản nhạc của mình "Stabat mater, op. 58", phần nhạc khí âm, được soạn sau cái chết của một trong những người con gái của ông. Ông gặt hái được những thành công lớn và tạo được tiếng vang trong sân khấu nhạc Anh, nơi biểu diễn những tác phẩm hớp xướng xuất sắc của ông đã thúc đẩy ông cố gắng trong soạn những bản ở thể loại nhạc khí âm. Tác phẩm lễ cầu hồn (Requiem, hay tiếng Séc Rekviem) được giới thiệu lần đầu vào năm 1891 tại Birmingham được chỉ huy bằng đũa điều khiển (buổi công chiếu đầu tiên tại Séc tại nhà hát quốct gia Praha vào tháng 4 năm 1892),là sự hoạt động đỉnh cao, được xếp vào hàng những tác phẩm hấp dẫn nhất thể loại này.
Trên cơ sở những thành công có được, ông nhận được chức tiến sĩ tại Praha và Cambridge và trở thành giáo sư trong nhạc viện Praha, nơi mà đã đào tạo ra hàng loạt các nhà soạn nhạc Séc nổi tiếng như Vítězslav Novák, Oskar Nedbal và Josef Suk starší. Josef Suk làm quen và sau này cưới con gái ông là Otilie và trở thành con rể.
Năm 1892 ông nhận được thư mời từ Mĩ. Người sáng lập nhạc viện quốc gia Mĩ ở New York là Jeanette Thurber mời ông làm hiệu trưởng nhạc viện này. Đầu tiên ông còn do dự, sau đó thì chấp nhận lời mời này. Việc cư trú ở Mĩ những năm 1892 đến 1895 mang đến thêm cho ông những lòng kính trọng, sự chắc chắn và sự nổi tiếng khắp thế giới.Tuy nhiên vì những vấn đề về tiền công Dvořák cuối cùng lại trở về Praha.
Antnonín Dvořák mất sau năm tuần bị bệnh tim vào 01 tháng 5 năm 1904.

## Tác phẩm
Bản mẫu:Viz též
Nghệ thuật của ông hoàn toàn là sự tổng hợp nhạc cổ điển lãng mạn độc đáo. Sức mạnh và sự xuất sắc của nhà soạn nhạc đương thời trước hết ở trong các dàn nhạc và nhạc cụ. Sự phát triển khả năng sáng tạo của ông đi qua những chặng đường: bản nhạc đầu tiên được xây dựng từ sự kế thừa của Beethoven và Schubert, chặng thứ hai là sự nỗ lực cố gắng của ông hoàn toàn bằng cảm giác riêng của ông, khi mà ông hoàn toàn hiểu được sự cơ bản và đặc biệt của âm nhạc. Thời kỳ thứ 3 là bước ngoặt điển hình cho chủ đề người yêu nước và nguồn cảm hứng âm nhạc Séc (bản nhạc "Hymnus", "Moravské dvojzpěvy"). Những màu sắc riêng thêm vào âm nhạc của ông những cố gắng về tính chất Sloven của các tác phẩm nói chung, bằng cách đó đã làm giàu thêm cho sự sáng tạo âm nhạc đặc sắc nhất thế giới. Tương tự (tuy không nói đến tính chất Séc và Sloven) trong thời gian ở Mĩ ông được tạo cảm hứng từ âm nhạc của những người da đen và những người Ấn, từ đó mà ông đã sáng tác ra bản giao hưởng số 9 Bản giao hưởng thế giới mới (tiếng Séc "Novosvětská", tác phẩm thuộc vào hàng những tác phẩm tốt nhất của thể loại này trong suốt lịch sử âm nhạc. Ở cuối thời kỳ cuối ông thấy và thể hiện được độc đáo và đặc sắc trong quan hệ giữa cảm hứng cổ tích Séc và truyện thần thoại thể hiện ở các bản Opera Con quỷ và cô gái (tiếng séc Čert a Káča) và nàng tiên nước (tiếng Séc Rusalka).
Ông đã viết tất cả chín bản giao hưởng, một số bài thơ giao hưởng, các bản nhạc nhạc khí lớn (điệu nhảy Sloven (Slovanský tance), âm, âm-nhạc khí "Stabat Mater", "Svatá Ludmila", "Cầu hồn" (Rekviem), "Te Deum", 5 khúc giạo đầu hòa nhạc, một bản số nhạc thính phòng (nổi tiếng nhất là Smyčcový kvartet F-dur, được gọi là Americký), các bản concerto (cho vi ô lông, violoncellový và bản concerto cho dương cầm, bài hát kinh thánh (Biblické pisně), dàn đồng ca, các bản nhạc cho dương cầm (phiên bản của "điệu nhảy Sloven (Slovanský tanec), phiên bản giao hưởng muộn hơn), 10 bản Opera mà nổi tiếng nhất là "Nàng tiên nước (Rasulka)", "Jakobín", "Con quỷ và cô gái (Čert a Káča)", "Dimitrij", "Armida".
Các tài liệu khác nhau và những di vật (bản viết nhạc, chỉnh sửa, danh sách vật dụng, tác phẩm tạo hình, ảnh thời đó, chương trình, tờ quảng cáo) về nhà soạn nhạc này được đặt ở bảo bàng Antonín Dvořák, tồn tại từ năm 1932 chia sẻ với biệt thự ba rốc Michn ở Praha.
Những tác phẩm của ông giàu về số lượng cũng như đa dạng về thể loại, người ta ước tính khoảng 120 nhạc phẩm, trong đó hầu hết là những tác phẩm giao hưởng lớn, âm-khí cụ hoặc các tác phẩm kịch opera.

## Giao hưởng Từ thế giới mới
Giao hưởng "Từ thế giới mới" (From the new world)-tác phẩm nổi tiếng nhất được Dvorak hoàn thành vào một kỳ nghỉ hè tại Spillville, Iowa, một khu kiều dân của người Czech nhập cư, những người đã giúp Dvorak dịu bớt nỗi nhớ nhà da diết. Dàn nhạc New York Philharmonic dưới sự chỉ huy của Anton Seidl công diễn tác phẩm lần đầu vào ngày 16/12/1895 tại Carnegie Hall.
Về mặt hình thức, tác phẩm hoàn toàn nằm trong truyền thống châu Âu với chương mở đầu ở hình thức sonata, một chương largo được xen vào những đoạn bùng nổ không ngừng, một chương scherzo với các phần trio điền viên và một chương kết sôi nổi hân hoan. Để giữ xu hướng hình thức theo chu kỳ nổi bật, mọi chủ đề của tác phẩm đều nảy sinh từ một motive chung ban đầu vào trở lại ở chương kết. Tuy nhiên từ buổi công diễn lần đầu thành công vang dội, tiêu đề phụ "Từ thế giới mới" đã tạo ra sự nhầm lẫn đáng kể về nguồn cảm hứng và nội dung chủ đề của tác phẩm.
Sự tương đồng với bầu không khí của các tác phẩm trước đó đã khiến một số nhà bình luận nhận định rằng Giao hưởng "Từ thế giới mới" là tác phẩm chịu ảnh hưởng mạnh mẽ nhất từ nỗi nhớ quê hương Bohemia của tác giả. Nhưng cho rằng Dvorak đã thực hành điều mình thuyết giảng, một số nhà bình luận khác lại nắm lấy sự lan tỏa của các tiết tấu đảo phách, các gam ngũ cung và các quãng bảy giảm trong âm nhạc bản địa Mĩ để tìm ra một sự gắn kết gần gũi hơn với nước Mĩ.
Neil Armstrong đã bật bản nhạc này khi đặt chân lên Mặt Trăng vào năm 1969. 

## Những tác phẩm ghi đĩa điển hình

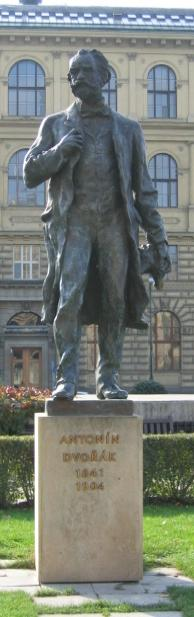
Tượng Dvořák trước Rudolfinum Praha

Có hằng trăm các tác phẩm thu âm riêng lẻ của ông trên thế giới. Danh sách sau đây là những ví dụ thành công nhất.
- Česká suita, Husitská, Můj domov, Nokturno H dur, Scherzo capriccioso, Česká filharmonie, dirigent Václav Neumann, Supraphon
- Rekviem, op. 89. Smuteční mše pro sóla, smíšený sbor a orchestr. Česká filharmonie, Český pěvecký sbor (sbormistr Markéta Kühnová), sólisté Sieglinde Wagner (alt), Maria Stader (soprán), Kim Borg (bass), Ernst Häfliger (tenor). Dirigent: Karel Ančerl. Supraphon 1957 (+ reedice). Historicky patrně vůbec nejlepší interpretace tohoto výjimečného díla (Grand Prix du disque de l´Académie Charles Cros).
- Stabat Mater, op.58, oratorium (kantáta) pro sóla, sbor a orchestr. Symfonický orchestr hlavního města Prahy FOK, Pražský filharmonický sbor, Bambini di Praga, dirigent: Jiří Bělohlávek
- Česká filharmonie, dirigent Václav Talich, Český filharmonický sbor, sbormistr Jan Kühn, sólisté: Drahomíra Tikalová, Marta Krásová, Beno Blachut, Karel Kalaš, Supraphon, 2 CD, nahráno 1952, reedice 1993 a 2006 (Talich Special Edition 10).
- Symfonie č. 3 Es dur, op. 10. Česká filharmonie, dirigent: Václav Neumann.
- Symfonie č. 5 F-dur a č.7 d-moll, op. 70 a 76, Symfonický orchestr Českého rozhlasu, dirigent Vladimír Válek
- Symphony No. 6 in D major, op. 60, Česká filharmonie, dirigent: Karel Ančerl; 1966.
- Koncert pro klavír a orchestr g-moll, op. 33. Česká filharmonie, dirigent: Rafael Kubelík, klavír: Rudolf Firkušný. Multisonic records (CD)
- Symfonie č. 8 G dur,op. 88. Česká filharmonie, dirigent Václav Neumann
- Koncert pro housle a moll, op. 53, David Oistrach - housle, Česká filharmonie, dirigent Karel Ančerl
- Piano Quintet, op. 81 and Bagatelles, op. 47. Juilliard Quartet, klavír: Rudolf Firkušný
- Koncert pro violoncello a orchestr č. 2 h moll, Op. 104, Israel Philharmonic Orchestra, Wiener Philharmoniker, Mischa Maisky - violoncello, dirigent Leonard Bernstein
- Svatební košile. Balada na text K. J. Erbena, Pražský symfonický orchestr (Symfonický orchestr hlavního města Prahy F.O.K.), Pražský filharmonický sbor, dirigent: Jiří Bělohlávek, CD
- Te Deum, op. 103 pro sólisty, sbor a orchestr. Česká filharmonie, Pražský filharmonický sbor se sólisty (Jaroslav Souček / baryton, Gabriela Beňačková-Čápová / soprán). Bonton (CD).
- Symphony no. 9 in e minor, op. 95 „From the new world" - Česká filharmonie, dirigent Karel Ančerl
- Slovanské tance, Česká filharmonie, dirigent Václav Neumann, nahráno: 1971, reedice 1978
- Slovanský a Americký kvartet", op.51 a 96, Antiquarius Quartet Praga (Arta Records 2002) 1978
- Biblické písně, pp. 99, Eduard Haken - bas, Martin Gotthard Schneider - varhany, 1992, CD ROSA Classic 
Rusalka op. 114, Orchestr a sbor Národního divadle v Praze, dirigent Jaroslav Krombholc
- Rusalka: Ludmila Červinková, Princ: Beno Blachut, Vodník: Eduard Haken, Ježibaba: Marta Krásová, Cizí kněžna: Marie Podvalová ad. Nahráno 1952, Supraphon 2 CD 2005.
- Jakobín op. 84, Filharmonie Brno, Kühnův smíšený sbor, dirigent Jiří Pinkas, sbormistr Pavel Kühn, Bohuš: Václav Zítek, Júlie: Marcela Machotková, Vilém z Harasova: Karel Průša, Filip: Karel Berman, Benda: Beno Blachut, Terinka: Daniela Šounová-Brouková, Jiří: Vilém Přibyl ad. 2CD Supraphon P 1978, vydáno 1994.

### Opera
Danh sách các bản opera
- Alfred (không phát hành), 1870
- King and Charcoal Burner (Král a uhlíř), 1871, viết lại 1874, chỉnh sửa 1887, Op.14
- The Stubborn Lovers (Tvrdé palice), 1874, Op.17
- Vanda, 1875, revised 1879 and 1883, Op.25
- The Cunning Peasant (Šelma sedlák), 1877, Op.35
- Dimitrij, 1881/1882, revised 1883, 1885, 1894/1895, Op.64
- The Jacobin, 1887/1888, revised 1897, Op.84
- The Devil and Kate (Čert a Káča), 1898/1889, Op.112
- Rusalka, 1900, Op.114
- Armida, 1902/1903, Op.115

## Học sinh đáng chú ý
- Harry T. Burleigh
- Will Marion Cook
- William Arms Fisher
- Rubin Goldmark (người dạy Aaron Copland và George Gershwin)
- Oskar Nedbal
- Vítězslav Novák
- Harry Rowe Shelley (người dạy Charles Ives)
- Josef Suk